# Шеклер, Райан
Райан Шеклер  (англ. Ryan Sheckler, род. 30 декабря 1989) — американский профессиональный скейтбордист и предприниматель.

## Карьера скейтера
Заниматься скейтбордингом Шеклер начал уже в 18-месячном возрасте, а в 4 года мог исполнять первые трюки олли. В 7 лет во дворе дома у него появилась собственная мини-рампа, благодаря чему мальчик мог оттачивать навыки скейтбордиста ежедневно. С 1999 по 2002 год Шеклер завоевал ряд подиумов на фестивале Warped Tour. В 2003 году он стал самым молодым участником-победителем Всемирных экстремальных игр, а в 2008 и 2010 на этих соревнованиях он вновь смог завоевать первое место. На сегодняшний день он является победителем целого ряда соревнований: от Калифорнийской любительской лиги скейтбординга до Кубка мира по скейтбордингу. Широкая известность позволила Шеклеру заключить контракты с рядом спонсоров, таких как Volcom, Red Bull, Etnies, Plan B, Oakley, GoPro и др.

## Иная деятельность
В 2007 году на телеканале MTV вышло реалити-шоу «Жизнь Райана», освещающее повседневную жизнь скейтбордиста. В нём также принимали участие родственники и друзья Райана. Восьмисерийный первый сезон имел довольно высокую популярность, и вслед за ним в 2008 году последовал второй сезон шоу, состоящий из 15 эпизодов. Помимо этого он снялся в ряде художественных фильмов, наиболее известным из которых является комедия 2010 года «Зубная фея».
Шеклер появляется в качестве играбельного персонажа в ряде компьютерных игр, таких как Tony Hawk's Underground 2, Tony Hawk's American Wasteland, Tony Hawk’s Project 8 и Tony Hawk’s Proving Ground.
В 2008 году был создан Фонд Шеклера — благотворительная организация, оказывающая помощь восстанавливающимся от травм спортсменам, а также оказывающая помощь детям из малоимущих семей.

## Личная жизнь
У Райана двое младших братьев — Шейн и Кейн. Первый из них также занимается скейтбордингом. Родители находятся в разводе.